# Jessica Jones (série de televisão)
Marvel's Jessica Jones (ou simplesmente Jessica Jones) é uma série de televisão estadunidense criada por Melissa Rosenberg para a Netflix, baseada na personagem de mesmo nome, da Marvel Comics. Ela está situada no Universo Cinematográfico Marvel, compartilhando a continuidade com os filmes da franquia, e é a segunda de quatro séries sobre super-heróis que futuramente irão se unir em uma equipe, levando à minissérie de crossover Os Defensores. A série é produzida pela Marvel Television em associação com a ABC Studios e Tall Girls Productions, com Rosenberg servindo como showrunner.
Krysten Ritter estrela como Jones, uma ex super-heroína que abre a sua própria agência de detetives depois de um fim a sua carreira de super-herói. David Tennant, Mike Colter, Rachael Taylor, Carrie-Anne Moss, Eka Darville, Erin Moriarty, e Wil Traval também estrelam. Uma versão da série foi originalmente desenvolvida pela Rosenberg para a ABC em 2010, que acabou sendo repassada. No final de 2013, Rosenberg retrabalha a série, quando entrou em desenvolvimento para a Netflix. Ritter foi escalada como Jones em dezembro de 2014, com a produção da série começando em Nova York, em fevereiro de 2015.
Todos os episódios da primeira temporada ficaram disponíveis para streaming em 20 de novembro de 2015.
A Netflix anunciou em 17 de janeiro de 2016 no Evento da Associação de Críticos de Televisão dos Estados Unidos que a série foi renovada para sua segunda temporada que estreou em 8 de março de 2018. Em 18 de fevereiro de 2019, a série foi cancelada pela Netflix, sendo a terceira temporada, a última.

## Sinopse
Após o fim trágico de sua breve carreira de super-herói, Jessica Jones (Krysten Ritter) tenta reconstruir sua vida como uma detetive particular, lidando com casos envolvendo pessoas com habilidades notáveis em Nova York.

## Elenco, personagens e dublagem
| Ator                | Personagem                    | Temporadas     | Temporadas     | Dublador(a)         |
| Ator                | Personagem                    | 1ª             | 2ª             | Dublador(a)         |
| Elenco Regular      | Elenco Regular                | Elenco Regular | Elenco Regular | Elenco Regular      |
| ------------------- | ----------------------------- | -------------- | -------------- | ------------------- |
| Krysten Ritter      | Jessica Jones                 | Regular        | Regular        | Mariana Torres      |
| Rachael Taylor      | Patricia "Patsy/Trish" Walker | Regular        | Regular        | Priscila Amorim     |
| Eka Darville        | Malcolm Joseph Ducasse        | Regular        | Regular        | Alexandre Drummond  |
| Carrie-Anne Moss    | Jeri Hogarth                  | Regular        | Regular        | Melise Maia         |
| David Tennant       | Kevin Thompson / Kilgrave     | Regular        | Participação   | Hélio Ribeiro       |
| Will Traval         | Will Simpson                  | Regular        | Participação   | Léo Rabelo          |
| Mike Colter         | Luke Cage                     | Regular        |                | Ronaldo Júlio       |
| Erin Moriarty       | Hope Shlottman                | Regular        |                | Fernanda Crispim    |
| Janet McTeer        | Alisa Jones                   | Participação   | Regular        | Márcia Morelli      |
| J. R. Ramirez       | Oscar Arocho                  |                | Regular        | Rodrigo Antas       |
| Terry Chen          | Pryce Cheng                   |                | Regular        | Duda Espinoza       |
| Leah Gibson         | Inez Green                    |                | Regular        | Pamella Rodrigues   |
| Elenco Recorrente   |                               |                |                |                     |
| Rebecca De Mornay   | Dorothy Walker                | Recorrente     | Recorrente     | Isis Koschdoski     |
| Colby Minifie       | Robyn                         | Recorrente     |                | Carol Crespo Simões |
| Michael Siberry     | Albert Thompson               | Recorrente     |                | Leonardo José       |
| Robin Weigert       | Wendy Ross-Hogarth            | Recorrente     |                | Telma da Costa      |
| Clarke Peters       | Oscar Clemons                 | Recorrente     |                | Ricardo Rossatto    |
| Susie Abromeit      | Pam                           | Recorrente     |                | Tatyane Goulart     |
| Hal Ozsan           | Griffin Sinclair              |                | Recorrente     | Júlio Monjardim     |
| John Ventimiglia    | Eddie Costa                   |                | Recorrente     | Renato Rosenberg    |
| Callum Keith Rennie | Karl Malus                    |                | Recorrente     | Ricardo Schnetzer   |
| Elenco Convidado    |                               |                |                |                     |
| Rosario Dawson      | Claire Temple                 | Convidada      |                | Mônica Rossi        |
| Michelle Hurd       | Samantha Reyes                | Convidada      |                | Carla Pompílio      |
| Elden Henson        | Franklin "Foggy" Nelson       |                | Convidado      | Felipe Drummond     |

### Dublagem Brasileira
- Estúdio: MG Estúdios
- Direção: Mônica Rossi (1ª) / Felipe Drummond (2ª)
- Tradução: Millena Ribeiro

## Lançamento

### Produção
Em dezembro de 2014, a Marvel anunciou que Jessica Jones seria lançado em 2015 sobre o serviço de streaming da Netflix. No entanto, em janeiro de 2015, Netflix COO Ted Sarandos disse que era "muito difícil dizer agora" se a série iria lançar em 2015, com o plano de Netflix para liberar uma série Marvel aproximadamente um ano de diferença um do outro depois de Demolidor que teve seu lançamento em Abril de 2015. Os 13 episódios serão lançados simultaneamente, ao contrário de um formato serializado, para incentivar binge-watching, um formato que tem sido bem sucedida para outras séries Netflix. Em junho de 2015, a Marvel divulgou que o título da série perderia a sigla "A.K.A.", ficando somente como Marvel's Jessica Jones.

### Marketing
A Disney Consumer Products criou uma pequena linha de produtos que atendem a um público mais adulto, dando um tom mais ousado do show. Paul Gitter, vice-presidente sênior de Licenciamento Marvel para a Disney Consumer Products, disse: "Nós estaremos concentrando-nos menos nos produtos que são direcionados ao consumidor muito jovem", e mais em adolescentes e adultos, com produtos em lojas ou estabelecimentos como Hot Topic. Além disso, a série será apoiada por um programa de mercadoria Marvel Knights que abrirá novas oportunidades para as linhas de produtos, bem como novo coletor de oportunidades focadas. Apesar de não ser uma propriedade de longa-metragem, parceiros de licenciamento queriam emparelhar-se com Marvel dado os seus sucessos anteriores; "Quando vamos para parceiros, eles praticamente confiam na história como sendo um reflexo do futuro", disse Gitter.

### Segunda temporada
Em dezembro de 2017, a Netflix lançou um teaser da segunda temporada de Jessica Jones, além de confirmar a data de estreia: 08 de março de 2018. Irá contar com os mesmos 13 episódios, assim como foi na primeira temporada, e todos eles com duração de uma hora cada.

### Remoção da Netflix e mudança para o Disney Plus
Jessica Jones, juntamente com as outras séries da Marvel/Netflix, deixaram o catálogo da Netflix em 1º de março de 2022, devido à licença da Netflix para o término da série e à recuperação dos direitos dos personagens pela Disney. Todas as séries produzidas pela Marvel Television que estavam na Netflix passam a integrar o catálogo do Disney+ em alguns territórios em 16 de março de 2022. Foi confirmado que em 29 de junho, todas as séries da Marvel/Netflix, serão adicionadas ao catálogo do Disney+ na América Latina, com isso a região terá novos controles parentais para que os novos conteúdos +16 e +18 possam ser acessados.

## Episódios

### 1.ª temporada (2015)
| N.º na série | N.º na temp. | Título                                              | Dirigido por       | Escrito por                                                                                 | Lançamento             |
| ------------ | ------------ | --------------------------------------------------- | ------------------ | ------------------------------------------------------------------------------------------- | ---------------------- |
| 1            | 1            | "AKA Ladies Night" "Moça Bonita Não Paga"           | S. J. Clarkson     | Melissa Rosenberg                                                                           | 20 de novembro de 2015 |
| 2            | 2            | "AKA Crush Syndrome" "Síndrome de Esmagamento"      | S. J. Clarkson     | Micah Schraft                                                                               | 20 de novembro de 2015 |
| 3            | 3            | "AKA It's Called Whiskey" "Codinome Uísque"         | David Petrarca     | História por : Liz Friedman Roteiro por : Scott Reynolds                                    | 20 de novembro de 2015 |
| 4            | 4            | "AKA 99 Friends" "99 Amigos"                        | David Petrarca     | Hilly Hicks, Jr.                                                                            | 20 de novembro de 2015 |
| 5            | 5            | "AKA The Sandwich Saved Me" "O Sanduíche me Salvou" | Stephen Surjik     | Dana Baratta                                                                                | 20 de novembro de 2015 |
| 6            | 6            | "AKA You're a Winner!" "Você Ganhou!"               | Stephen Surjik     | Edward Ricourt                                                                              | 20 de novembro de 2015 |
| 7            | 7            | "AKA Top Shelf Perverts" "Segurança Máxima"         | Simon Cellan Jones | Jenna Reback & Micah Schraft                                                                | 20 de novembro de 2015 |
| 8            | 8            | "AKA WWJD?" "O que Jessica Faria?"                  | Simon Cellan Jones | Scott Reynolds                                                                              | 20 de novembro de 2015 |
| 9            | 9            | "AKA Sin Bin" "Cartão Amarelo"                      | John Dahl          | Jamie King & Dana Baratta                                                                   | 20 de novembro de 2015 |
| 10           | 10           | "AKA 1,000 Cuts" "Mil Cortes"                       | Rosemary Rodriguez | Dana Baratta & Micah Schraft                                                                | 20 de novembro de 2015 |
| 11           | 11           | "AKA I've Got the Blues" "Azul para Acalmar"        | Uta Briesewitz     | Scott Reynolds & Liz Friedman                                                               | 20 de novembro de 2015 |
| 12           | 12           | "AKA Take a Bloody Number" "Entre na Fila"          | Billy Gierhart     | Hilly Hicks, Jr.                                                                            | 20 de novembro de 2015 |
| 13           | 13           | "AKA Smile" "Sorria!"                               | Michael Rymer      | História por : Jamie King & Scott Reynolds Roteiro por : Scott Reynolds & Melissa Rosenberg | 20 de novembro de 2015 |

### 2.ª temporada (2018)
| N.º na série | N.º na temp. | Título                                                                       | Dirigido por       | Escrito por                                                 | Lançamento         |
| ------------ | ------------ | ---------------------------------------------------------------------------- | ------------------ | ----------------------------------------------------------- | ------------------ |
| 14           | 1            | "AKA Start at the Beginning" "Comece do Início"                              | Anna Foerster      | Melissa Rosenberg                                           | 8 de março de 2018 |
| 15           | 2            | "AKA Freak Accident" "Um Terrível Acidente"                                  | Minkie Spiro       | Aida Mashaka Croal                                          | 8 de março de 2018 |
| 16           | 3            | "AKA Sole Survivor" "Única Sobrevivente"                                     | Mairzee Almas      | Lisa Randolph                                               | 8 de março de 2018 |
| 17           | 4            | "AKA God Help the Hobo" "Assassina Interior"                                 | Deborah Chow       | Jack Kenny                                                  | 8 de março de 2018 |
| 18           | 5            | "AKA The Octopus" "O Polvo"                                                  | Millicent Shelton  | Jamie King                                                  | 8 de março de 2018 |
| 19           | 6            | "AKA Facetime" "Cara a Cara"                                                 | Jet Wilkinson      | Raelle Tucker                                               | 8 de março de 2018 |
| 20           | 7            | "AKA I Want Your Cray Cray" "Loucura, Loucura"                               | Jennifer Getzinger | Hilly Hicks, Jr.                                            | 8 de março de 2018 |
| 21           | 8            | "AKA Ain't We Got Fun" "Instinto Maternal"                                   | Zetna Fuentes      | Gabe Fonseca                                                | 8 de março de 2018 |
| 22           | 9            | "AKA Shark in the Bathtub, Monster in the Bed" "Entre o Tubarão e o Monstro" | Rosemary Rodriguez | Jenny Klein                                                 | 8 de março de 2018 |
| 23           | 10           | "AKA Pork Chop" "Costelinha de Porco"                                        | Neasa Hardiman     | Aida Mashaka Croal                                          | 8 de março de 2018 |
| 24           | 11           | "AKA Three Lives and Counting" "Três Vidas e Contando"                       | Jennifer Lynch     | Jack Kenny & Lisa Randolph                                  | 8 de março de 2018 |
| 25           | 12           | "AKA Pray For My Patsy" "Rezem pela minha Patsy"                             | Liz Friedlander    | Raelle Tucker & Hilly Hicks, Jr.                            | 8 de março de 2018 |
| 26           | 13           | "AKA Playland" "Parque de Diversões"                                         | Uta Briesewitz     | História por : Jesse Harris Roteiro por : Melissa Rosenberg | 8 de março de 2018 |

### 3.ª temporada (2019)
| N.º na série | N.º na temp. | Título                                                  | Dirigido por       | Escrito por                                                                                  | Lançamento          |
| ------------ | ------------ | ------------------------------------------------------- | ------------------ | -------------------------------------------------------------------------------------------- | ------------------- |
| 27           | 1            | "AKA The Perfect Burger" "O Hambúrguer Perfeito"        | Michael Lehmann    | Melissa Rosenberg                                                                            | 14 de junho de 2019 |
| 28           | 2            | "AKA You're Welcome" "De Nada"                          | Krysten Ritter     | Hilly Hicks, Jr.                                                                             | 14 de junho de 2019 |
| 29           | 3            | "AKA I Have No Spleen" "Não Tenho Baço"                 | Anton Cropper      | Lisa Randolph                                                                                | 14 de junho de 2019 |
| 30           | 4            | "AKA Customer Service is Standing By" "Sempre a Postos" | Liesl Tommy        | Jamie King                                                                                   | 14 de junho de 2019 |
| 31           | 5            | "AKA I Wish" "Eu Queria..."                             | Mairzee Almas      | J. Holtham                                                                                   | 14 de junho de 2019 |
| 32           | 6            | "AKA Sorry Face" "Cara de Arrependimento"               | Tim Iacofano       | Jesse Harris                                                                                 | 14 de junho de 2019 |
| 33           | 7            | "AKA The Double Half-Wappinger" "Duplo Meio-Wappinger"  | Larry Teng         | Nancy Won                                                                                    | 14 de junho de 2019 |
| 34           | 8            | "AKA Camera Friendly" "Amiga da Câmera"                 | Stephen Surjik     | Scott Reynolds                                                                               | 14 de junho de 2019 |
| 35           | 9            | "AKA I Did Something Today" "Eu Fiz Algo Hoje"          | Jennifer Getzinger | Lisa Randolph                                                                                | 14 de junho de 2019 |
| 36           | 10           | "AKA Hero Pants" "Bancando o Herói"                     | Sanford Bookstaver | Hilly Hicks, Jr. & Jamie King                                                                | 14 de junho de 2019 |
| 37           | 11           | "AKA Hellcat" "Felina"                                  | Jennifer Getzinger | Jane Espenson                                                                                | 14 de junho de 2019 |
| 38           | 12           | "AKA A Lotta Worms" "Muitas Larvas"                     | Sarah Boyd         | Scott Reynolds                                                                               | 14 de junho de 2019 |
| 39           | 13           | "AKA Everything" "Tudo"                                 | Neasa Hardiman     | História por : Melissa Rosenberg & Nancy Won Roteiro por : Melissa Rosenberg & Lisa Randolph | 14 de junho de 2019 |